# Porta Nuova (Bergame)
La Porta Nuova (anciennement Barriera delle Grazie) est une porte monumentale de la ville de Bergame en Italie.
Elle a été construite en style néoclassique en 1837 à l'occasion de l'entrée dans la ville de Ferdinand Ier d'Autriche (en 1838), sur un précédent projet de 1828 de l'architecte Giuseppe Cusi, flanqué de la construction de Ferdinando Crivelli.
La construction des propylées et de la viale Papa Giovanni, qui relie la gare autrichienne au funiculaire qui monte dans la partie haute de la ville, a forcé la démolition du couvent et de l'église de Santa Maria delle Grazie.

## Articles associés

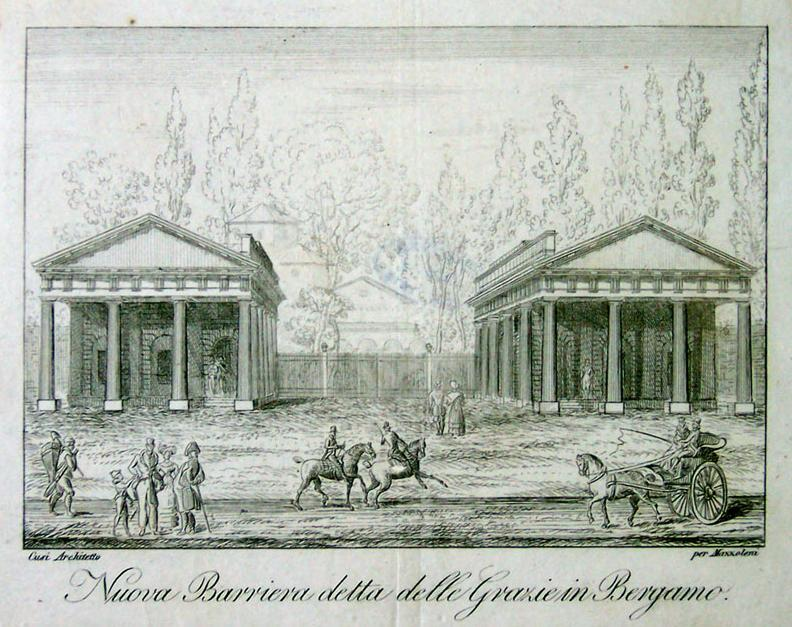
Projet de Cusi dans une gravure de 1830.

- Porta Sant'Agostino
- Porta Sant'Alessandro
- Porta San Lorenzo
- Porta San Giacomo